# Braubachtal zwischen Herhahn und Gemünd
Koordinaten: 50° 33′ 47″ N, 6° 28′ 37″ O
Das Naturschutzgebiet Braubachtal zwischen Herhahn und Gemünd liegt auf dem Gebiet der Stadt Schleiden im Kreis Euskirchen in Nordrhein-Westfalen.
Das Gebiet erstreckt sich nördlich der Kernstadt von Schleiden, nordöstlich von Herhahn und südwestlich von Gemünd – beide Ortsteile von Schleiden. Durch das Gebiet fließt der Braubach, ein linker Zufluss zur Urft, am westlichen Rand des Gebietes verläuft die B 266.

## Bedeutung
Das etwa 48,0 ha große Gebiet wurde im Jahr 1994 unter der Schlüsselnummer EU-047 unter Naturschutz gestellt. Schutzziele sind
- der Schutz und Erhalt eines naturnahen Bachtals durch Beibehaltung und Ausweitung der extensiven Nutzung des Grünlandes (extensive Beweidung und Mahd, keine Düngung, keine Pestizide), keine gewässerbaulichen Maßnahmen bzw. Entwässerung des Feuchtgrünlandes,
- der Erhalt der naturnahen Laubholzbestockung, Optimierung der Quellbereiche,
- der Erhalt der strukturellen Vielfalt und
- der Schutz des gesamten Gebietes vor Zerschneidung.[3]